# Polimery biodegradowalne
Polimery biodegradowalne, polimery biodegradalne, polimery biowchłanialne – polimery mające właściwość biodegradacji, czyli rozkładu biologicznego. Polimer w pełni biodegradowalny jest całkowicie przetwarzany przez mikroorganizmy (bakterie i grzyby) na dwutlenek węgla, wodę i humus. Polimer uważa się za biodegradowalny, jeśli w całości ulega rozkładowi w glebie lub w wodzie w ciągu 6 miesięcy.
Polimery takie wytwarza się z surowców odnawialnych, na przykład cukrów pochodzących z kukurydzy, albo z surowców petrochemicznych. Polimery biodegradowalne można przetwarzać, stosując większość standardowych technologii przetwórstwa tworzyw sztucznych, włącznie z termoformowaniem, wytłaczaniem, formowaniem wtryskowym i rozdmuchowym. Większość tworzyw biodegradowalnych należy do klasy poliestrów, chociaż kilka uzyskiwanych jest z innych materiałów, między innymi skrobi modyfikowanej. Poliestry aromatyczne, na przykład politereftalan etylenu (PET), mają dobre właściwości mechaniczne, ale są raczej odporne na działanie mikroorganizmów. Poliestry alifatyczne są z kolei bardziej podatne na rozkład, ale nie tak wytrzymałe jak ich aromatyczne pochodne. Aby poprawić właściwości fizyczne biodegradowalnych poliestrów alifatycznych, wbudowuje się czasem w ich strukturę fragmenty aromatyczne.
W implantologii polimerami biodegradowalnymi nazywa się polimery ulegające rozkładowi w organizmie do substancji niewystępujących w nim co prawda naturalnie, ale niepowodujących szkodliwych reakcji. Polimery rozkładające się do substancji istniejących w środowisku tkankowym nazywa się bioresorbowalnymi.

## Przykłady
Polimerami biodegradowalnymi są między innymi: poli(kwas mlekowy) – czyli polilaktyd (PLA, PLLA, PDLLA) – polihydroksymaślan (PHB), polikaprolakton (PCL), poli(bursztynianu butylenu) (PBS), poliglikolid, polihydroksyalkaniany (PHA), modyfikowana skrobia, modyfikowany PET.